# 영암 신연리 고분군
영암 신연리 고분군(靈岩 新燕里 古墳群)은 대한민국 전라남도 영암군 시종면 신연리에 있는 고분군이다. 1987년 [월 15일 전라남도의 문화재자료 제139호로 지정되었다.

## 개요
신연리의 뒷모실 마을 뒷쪽에 남북으로 활처럼 휘어져 뻗어내린 구릉 정상부에 위치한 무덤들이다.
모두 15기의 무덤이 분포하고 있는데, 9호 무덤의 봉분 형태가 피라미드형으로 봉분 자락에 도랑을 둘렀다. 봉분 안에는 널무덤(토광묘) 3기와 독무덤(옹관묘) 4기가 확인되었는데, 독무덤은 이음식, 합개식, 단옹식이 사용되고 있다. 유물은 토기류, 철조각, 옥종류가 수습되었고, 봉분 바닥에서는 무덤이 만들어지기 전에 지어진, 원삼국시대의 주거지 4기가 확인되었다.
유물과 무덤 축조방법으로 보아, 이 무덤은 4세기 전반에서 후반사이에 형성된 것으로 생각된다.
신연리무덤들은 동일한 장소에서 시기가 다른 취락과 무덤이 겹쳐 조사됨으로써, 무덤축조에 따른 축조집단의 사상적 배경을 생각할 수 있는 자료를 제공해 주는 중요한 유적이다.

## 참고 자료
- 영암신연리고분군 - 국가유산청 국가유산포털